# David Lee (zapaśnik)

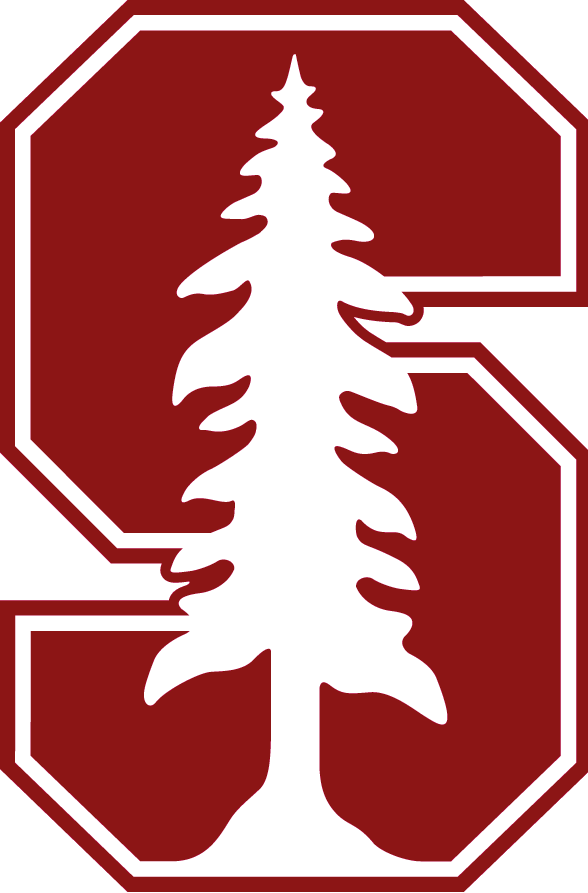
Zawodnik Stanford Cardinal

Zawodnik Wisconsin Badgers

David Lee – amerykański zapaśnik w stylu wolnym. Srebro na mistrzostwach panamerykańskich w 1992. Drugie miejsce w Pucharze Świata w 1986 roku.
Zawodnik Bella Vista High School z Fair Oaks, Stanford University i University of Wisconsin-Madison. Trzy razy All-American (1986–1989) w NCAA Division I, pierwszy w 1989; piąty w  1986 i szósty w 1988 roku.